# なんキニ!
なんキニ!（NANKINI！）は、日本の女性アイドルグループ。TARGET所属。レーベルはビクターエンタテインメント。

## 概要
グループ名は「なんか気になる」の略であり、「アイドルをあまり知らない人にも、その名の通り“気になって”もらえるように」という意味が込められている。

## 略歴
2017年
9月5日、渋谷club asiaで白鳥優菜、星野渚、寒河江らむの3人でデビュー。
2018年
5月30日、寒河江がこの日をもって卒業。
6月5日、1stシングル『初恋花火/海岸線のマーメイド』を発売。
6月16日、『TIF2018メインステージ争奪LIVE〜前哨戦〜』で戌井未知子と長南舞が加入。決勝戦に進出し準優勝。
12月3日、1stアルバム『ぼくの窓に、きみの風が吹く。』を発売。
2019年
1月29日、Space emo池袋で開催された『戌井未知子 卒業式』をもって戌井が卒業。
4月27日よりグループとして活動休止。4月27日から5月10日までに予定していた8つのイベントはすべて中止および不参加となった。
5月5日、付きまとい被害および身に覚えのない噂による心身の限界により長南、星野の2名がこの日をもって卒業。
7月14日、新メンバー8人のビジュアル写真を公開。7月16日、白鳥がこの日をもって卒業。
8月4日、『TOKYO IDOL FESTIVAL 2019』にて新体制8人でお披露目。
8月、契約上の理由により、澤尻里奈が活動辞退。
2020年
1月29日、ビクターエンタテインメントからシングル「なないろダイアリー/トマドイオーバーチュア」でメジャーデビュー。
2021年
1月12日、恵比寿LIQUIDROOMにてワンマンライブ『約束の場所』を開催。
3月7日、Zepp Hanedaにて『なんキニ！ワンマンライブ2021-Zepp無銭ってなんかキニなる!?-』を開催。新曲「アオハル」を初披露。
9月25日、EX THEATER ROPPONGIにて現体制2周年記念ワンマンライブ『君と見る景色』を開催。新曲「聖なる夜のシンデレラ」を初披露。
2022年
3月25日、ビクターエンタテインメントからフルアルバム『Growing!!』をリリース。
3月31日、Shibuya O-WESTにて『馳川侑奈卒業公演』を開催。同日馳川侑奈卒業。
2023年
1月5日、髙橋瑞希と永野澪緒が2月末日で卒業することが発表される。
2月12日、井上桜子・織本かなめ・花宮愛日が加入。
2月27日、Veats Shibuyaにて『髙橋瑞希・永野澪緒 卒業ライブ -報謝-』を開催。
6月30日、ミニアルバム（EP盤）『らびゅっ!』をリリース。
2024年
1月29日、井上桜子、織本かなめ、花宮愛日が脱退。
3月31日、5月末をもって仁科茉彩が、2024年9月末を目処に小野寺綾音・唐澤ひかり・坂下雅の3人が卒業することを発表した。
5月26日、品川インターシティホールにて『仁科茉彩卒業公演』を開催。同日仁科茉彩卒業。
6月16日、楠みこと、鈴原のあ、姫宮はるか、鹿目双葉、瀬奈美玲、桜花莉音が加入。
11月6日、CLUB CITTA'にて『なんキニ! 5周年&卒業ライブ -君と刻む1ページ-』を開催。同日をもって小野寺綾音、唐澤ひかり、坂下雅が卒業。予定よりも1ヵ月以上遅れての卒業公演となった。
2025年
2月8日、3月17日をもって現体制を終了し、全メンバーが卒業することが発表される。
3月17日、EBIS303にて『なんキニ! 現体制ラストライブ 〜最後のアオハル〜』を開催。事実上の活動停止となった。

## メンバー
| 名前                       | 愛称       | 担当色         | 誕生日  | 出身地   | 身長    | 備考                                                                                   |
| -------------------------- | ---------- | -------------- | ------- | -------- | ------- | -------------------------------------------------------------------------------------- |
| 楠みこと くすのき みこと   | みこち     | 赤             | 4月20日 | 茨城県   | 163cm   | 元HALO PALLETE                                                                         |
| 鈴原のあ すずはら のあ     | のあちゃん | 水色           | 9月14日 |          | 147.5cm | 元4次元コンパスメンバー（2021年 - 2023年） 卒業後「超常フォーチューン」に加入          |
| 姫宮はるか ひめみや はるか | はるちゃん | 黄色           | 4月4日  |          | 153cm   |                                                                                        |
| 鹿目双葉 かなめ ふたば     | ふたば     | ミントグリーン | 9月1日  | 埼玉県   | 153.6cm | 元８月のエウテルペ                                                                     |
| 瀬奈美玲 せな みれい       | みれたん   | オレンジ       | 3月19日 | 東京都   | 150cm   | 元シュアネス(アンシュア)、baby bear PARTY(プリズムハート) 卒業後「空想ロマンス」に加入 |
| 桜花莉音 おうか りのん     | りのん     | 青             | 11月3日 | 神奈川県 | 157cm   |                                                                                        |

### 旧メンバー
| 名前                       | 愛称       | 生年月日（年齢）       | 出身地   | 加入          | 脱退                             | 備考                                                                              |
| -------------------------- | ---------- | ---------------------- | -------- | ------------- | -------------------------------- | --------------------------------------------------------------------------------- |
| 寒河江らむ さがえ らむ     | らむ氏     | 2000年11月11日（24歳） | 埼玉県   | 2017年9月     | 2018年5月                        |                                                                                   |
| 戌井未知子 いぬい みちこ   |            | 1999年1月20日（26歳）  |          | 2018年6月     | 2019年1月                        | ミスiD2018 後に「来世最いのる」の芸名で『きっと誰かの秘密兵器』に加入するも脱退。 |
| 星野渚 ほしの なぎさ       | なぎ       | 1998年7月17日（26歳）  | 東京都   | 2017年9月     | 2019年5月                        |                                                                                   |
| 長南舞 ちょうなん まい     | ちょなん   | 1997年11月21日（27歳） | 北海道   | 2018年6月     | 2019年5月                        | 後にプラチナムプロダクション                                                      |
| 白鳥優菜 しらとり ゆうな   | ゆうな     | 1995年11月13日（29歳） | 千葉県   | 2017年9月     | 2019年7月                        | 後に未完成のキャラメル                                                            |
| 澤尻里奈 さわじり りな     |            | 1998年12月25日（26歳） | 東京都   | 2019年8月     | 2019年8月                        |                                                                                   |
| 馳川侑奈 はせがわ ゆうな   | ゆうな     | 1998年9月12日（26歳）  | 神奈川県 | 2019年8月     | 2022年3月                        | 後におこさまぷれ〜と。                                                            |
| 髙橋瑞希 たかはし みずき   | みずき     | 1999年9月18日（25歳）  | 東京都   | 2019年8月     | 受験期間中活動休止 2023年2月27日 | 後にselfishに加入するも脱退。                                                     |
| 永野澪緒 ながの みお       | みお       | 2001年1月6日（24歳）   | 宮城県   | 2019年8月     | 2023年2月27日                    |                                                                                   |
| 井上桜子 いのうえ さくらこ | さくちゃん | 2005年3月31日（20歳）  | 京都府   | 2023年2月12日 | 2024年1月19日                    |                                                                                   |
| 織本かなめ おりもと かなめ | かなめ     | 2003年7月6日（21歳）   | 東京都   | 2023年2月12日 | 2024年1月19日                    | 後に「高柳光花」としてLINKL PLANETに加入                                          |
| 花宮愛日 はなみや まなか   | まなか     | 2004年7月1日（21歳）   |          | 2023年2月12日 | 2024年1月19日                    |                                                                                   |
| 仁科茉彩 にしな まあや     | まあや     | 2000年5月8日（25歳）   | 埼玉県   | 2019年8月     | 2024年5月26日                    | 後にFES☆TIVE                                                                      |
| 小野寺綾音 おのでら あやね | ねんね     | 2001年10月9日（23歳）  | 東京都   | 2019年8月     | 2024年11月6日                    |                                                                                   |
| 唐澤ひかり からさわ ひかり | ひかり     | 2001年12月25日（23歳） | 茨城県   | 2019年8月     | 2024年11月6日                    | 後に紫陽花は降らない                                                              |
| 坂下雅 さかした みやび     | みやび     | 2002年2月4日（23歳）   | 愛知県   | 2019年8月     | 2024年11月6日                    | 元Fragrant Drive                                                                  |

## 作品
順位はオリコン週間ランキング最高位。

### シングル
| #                          | 発売日          | タイトル                                   | 規格品番              | 収録曲 | 順位            |
| NANKINI RECORDS            | NANKINI RECORDS | NANKINI RECORDS                            | NANKINI RECORDS       | NANKINI RECORDS | NANKINI RECORDS |
| -------------------------- | --------------- | ------------------------------------------ | --------------------- | --- | --------------- |
| 1                          | 2018年6月5日    | 初恋花火/ 海岸線のマーメイド               | NANKI-002             | 1. 初恋花火 2. 海岸線のマーメイド 3. オモヒビト 4. 初恋花火 (off vocal ver.) 5. 海岸線のマーメイド (off vocal ver.) 6. オモヒビト (off vocal ver.) | 19位            |
| ビクターエンタテインメント |                 |                                            |                       | |                 |
| 2                          | 2020年01月29日  | なないろダイアリー/ トマドイオーバーチュア | VICL-37516 VIZL-1705  | 1. なないろダイアリー 2. トマドイオーバーチュア 3. 漕いで恋して、Summer Love                                                                       | 23位            |
| 3                          | 2022年10月28日  | JUMP!/ 君とサイダー                        | VICL-37656 VICL-37657 | 1. JUMP! 2. 君とサイダー 3. バラバラパズル（JUMP!盤のみ） 4. 海岸線のマーメイド（君とサイダー盤のみ）                                              | 17位            |

### アルバム
| #                          | 発売日          | タイトル                     | 規格品番        | 収録曲 | 順位            |
| NANKINI RECORDS            | NANKINI RECORDS | NANKINI RECORDS              | NANKINI RECORDS | NANKINI RECORDS | NANKINI RECORDS |
| -------------------------- | --------------- | ---------------------------- | --------------- | --- | --------------- |
| 1                          | 2019年01月13日  | ぼくの窓に、きみの風が吹く。 | NNKN-2          | 1. OVERTURE 2. スノードーム 3. 僕を未来へ運ぶ列車 4. 初恋花火 5. 夢占い 6. 透明色のファンタジー 7. 海岸線のマーメイド 8. バラバラパズル 9. ブンブンブン 10. 片想いかくれんぼ 11. 僕のプリズム 12. 青空交差点 13. メッセージ 14. 鍵を外して… 15. オモヒビト | N/A             |
| ビクターエンタテインメント |                 |                              |                 | |                 |
| 2                          | 2022年03月25日  | Growing!!                    | VICL-65666      | 1. OVERTURE 2. Smile for me 3. Dreamer 4. 聖なる夜のシンデレラ 5. 初恋花火 6. 片想いかくれんぼ 7. トキメキエンドレス 8. 僕を未来へ運ぶ列車 9. 思い出フィルム 10. 夢占い 11. 全力バケーション 12. オモヒビト 13. アオハル                                   | 8位             |
| 3                          | 2023年6月30日   | らびゅっ!                    | VICL-65846      | 1. らびゅっ！ 2. 夢のつづき 3. SUMMER TIME 4. 青空交差点（2023 Ver.） 5. 透明色のファンタジー（2023 Ver.） | 24位            |

## ライブ
主なもの
- お披露目無料ワンマンライブ（2017年9月5日、渋谷club asia）
- なんキニ!初ワンマンライブ～デビュー半年記念～（2018年3月15日、渋谷WOMB）
- TIF2018メインステージ争奪LIVE〜前哨戦〜 1部 （2018年6月16日、白金高輪SELENE b2）
- アイドル横丁夏まつり!!〜2018〜（2018年7月8日、横浜赤レンガパーク）
- TOKYO IDOL FESTIVAL 2018（2018年8月3日- 5日）
  - TIF2018メインステージ争奪LIVE 決勝戦（8月3日、DOLL FACTORY）
- @JAM EXPO 2018（2018年8月25日、横浜アリーナ）
- なんキニ! 1st Anniversary in TSUTAYA O-EAST（2018年9月10日、渋谷・TSUTAYA O-EAST）[27]。
- なんキニ!ワンマンライブ in 名古屋ReNY limited（2019年4月6日、名古屋ReNY Limited）
- “真夏の”無銭でなんキニ!SP 〜品川インターシティホール編〜（2019年9月1日、品川インターシティホール）

## 書籍

### ビジュアルブック
- 星野渚1stVISUALBOOK『なぎさのな』（2019年4月23日、アニメストリート）[28]
- 白鳥優菜1stVISUALBOOK『白皙-BABEL』（2019年4月23日、アニメストリート）[29]
- 長南舞1stVISUALBOOK『君がいる景色』（2019年4月23日、アニメストリート）[30]